# Powerwall
Powerwall er et genopladeligt lithium-ion batteri produkt produceret af Tesla Motors for hjemmebrug. Batteriet kan gemme strøm til huslig brug og som et backup batteri. Batteriet blev lanceret den 30. april 2015, og den anbefalede udsalgspris starter ved US$3,000 for en 7 kWh model og kommer i brug sommeren 2015.
Enheden vil blive solgt til firmaer, samt Elon Musk's eget firma SolarCity. SolarCity er et projekt som har 10 kWh batteripakker i 500 huse i Californien

## Eksterne links
- Powerwall's officielle hjemmeside
- Teslas event den 30. april